# Заготзерно (Мечетлинский район)
Заготзерно (Второе отделение зерносклада, хутор 2-го отд. з/с-за) — бывший хутор в Малоустьикинском сельсовете Мечетлинского района Башкортостана. Численность населения в населённом пункте по данным переписи 1939 года  - 11 человек.
Находился на реке Бартуковка (левом притоке реки Ай), в 15 км от села Малоустьикинское по Кургатовскому тракту. 
Основан хутор в 1930-е годы. В 1968 году прекратил существование (31/10/1968 № 6-2/180), однако присутствует на топокарте 1985 года под названием «Заготскот». 
Поселение работников зерносклада. Был построен большой зерносклад с несколькими деревянными амбарами, в 1933-34 гг. из села Верхнее Бобино было привезено 3-4 дома для сотрудников зерносклада.
В 1939 году проживало 11 человек,